# Моррис, Мел
Мелвин (Мел) Моррис (англ. Melvyn Morris, род. в городе Дерби, Англия) — британский бизнесмен, с 2014 по 2022 годы  — владелец футбольного клуба «Дерби Каунти».

## Биография и предпринимательская деятельность
Родился в городе Дерби в английском графстве Дербишир. После окончания школы переехал в Испанию, начав работать менеджером в корпорации, занимавшейся производством плитки и напольных покрытий. По возвращении в Великобританию Моррис создал ряд сайтов для онлайн — знакомств, один из которых впоследствии продал за 100 миллионов фунтов стерлингов.
Деньги, вырученные от продажи, Моррис вложил в инвестиции в компанию «Prevx», работавшую в сфере обеспечения интернет-безопасности, которая позже была продана корпорации «Webroot». Затем он стал одним из основателей компании по производству видеоигр «King», разработавшей «Candy Crush Saga». Главой компании он являлся в период с 2003 по 2014 годы . После поглощения «King» корпорацией «Activision Blizzard», Моррис заработал 450 миллионов фунтов стерлингов.

## Приобретение «Дерби Каунти»
В мае 2014 года Моррис приобрел 22 % акций футбольного клуба «Дерби Каунти», выступавшего в Чемпионшипе. Со следующего сезона он стал единоличным владельцем команды. В течение первых трех лет под управлением Морриса, клубом был побит рекорд по количеству трансферов. Также в период с июля 2015 по май 2021 года команда сменила несколько главных тренеров, помимо прочего трижды потерпев поражение в финалах плей-офф за попадание в Премьер-лигу.
В мае 2021 года клуб под руководством бывшего игрока «Манчестер Юнайтед» Уэйна Руни едва избежал вылета в третий по силе дивизион, заняв 21-е место в турнирной таблице Чемпионшипа. Ранее, в 2019 и 2020 годах сообщалось о том, что Моррис намерен продать клуб и активно ищет для команды новых владельцев.
Переговоры с потенциальным инвестором с Ближнего Востока были прекращены в марте 2021 года. В апреле этого же года была согласована продажа команды испанскому бизнесмену Эрику Алонсо, однако в мае она была отклонена из -за сомнений в финансовых возможностях предпринимателя. 8 июля 2021 года EFL наложила трансферное эмбарго на клуб, оставив в команде всего девять игроков с действующими контрактами. 17 сентября 2021 года совет директоров клуба объявил о том, что клуб переходит в управление внешней администрацией.
EFL подтвердила, что с «Дерби» будет снято 12 очков за нарушение финансового фэйр-плей. После того, как 18 апреля 2022 года клуб уступил в выездном поединке «Куинз Парк Рейнджерс» со счетом 0:1 и досрочно выбыл в Лигу 1, Моррис выступил с официальным заявлением, в котором принес извинения фанатам «баранов» за действия руководства команды.

## Доходы
Согласно данным рейтинга Sunday Times Rich List за 2020 год, общее состояние Морриса составило 515 миллионов фунтов стерлингов, что делает его 268-м богатейшим человеком в Великобритании и 11-м по богатству в Ист-Мидленде.

## Награды
В 2017 году Моррис стал командором ордена Британской империи за свои заслуги в бизнесе и благотворительности.